# بن استرونز
بن استرونز (انگلیسی: Ben Strevens؛ زادهٔ ۲۴ مهٔ ۱۹۸۰) بازیکن فوتبال اهل بریتانیا است.
از باشگاه‌هایی که در آن بازی کرده‌است می‌توان به باشگاه فوتبال برنتفورد، باشگاه فوتبال جیلینگام، باشگاه فوتبال بارنت، باشگاه فوتبال سنت آلبنز سیتی، باشگاه فوتبال کراولی تاون، باشگاه فوتبال داگنم و ردبریج، و باشگاه فوتبال وایکام واندررز، باشگاه فوتبال وینگیت و فینشلی، باشگاه فوتبال سلو تاون، باشگاه فوتبال داگنم و ردبریج، و باشگاه فوتبال ایستلی اشاره کرد.